# ‘En Ziw
‘En Ziw (hebreiska: עין זיו) är en källa i Israel.   Den ligger i distriktet Norra distriktet, i den norra delen av landet. ‘En Ziw ligger 322 meter över havet.
Terrängen runt ‘En Ziw är huvudsakligen kuperad. ‘En Ziw ligger nere i en dal. Runt ‘En Ziw är det ganska tätbefolkat, med 90 invånare per kvadratkilometer. Närmaste större samhälle är Maalot Tarshīhā, 2,4 km söder om ‘En Ziw. Trakten runt ‘En Ziw består till största delen av jordbruksmark.